# Jonesiobryum sphaerocarpum
Jonesiobryum sphaerocarpum är en bladmossart som beskrevs av Maurice Bizot, Bruce H. Allen och Ronald Arling Pursell 1991. Jonesiobryum sphaerocarpum ingår i släktet Jonesiobryum och familjen Rhachitheciaceae. Inga underarter finns listade i Catalogue of Life.